# كيسة القناة الأنفية الدمعية
كيسة القناة الأنفية الدمعية (بالإنجليزية: Nasolacrimal duct cyst)‏ هي حالة جلدية تُمثل وجود عيب نمائي منذُ الولادة.